# Дама с единорогом (картина Рафаэля)
О средневековых шпалерах см. Дама с единорогом
«Дама с единорогом» (итал.  La Dama col liocorno) — картина выдающегося художника эпохи Высокого Возрождения Рафаэля Санти, написанная около 1505—1506 годов маслом на дереве (позднее сдублирована на холст). Хранится в галерее на Вилле Боргезе в Риме.

## История
Картина впервые упоминается в 1760 году в описях коллекции, начало которой положило собрание кардинала Шипионе Боргезе. Авторство этого произведения долгое время оставалось невыясненным. В начале картину считали изображением святой Екатерины Александрийской работы Перуджино. Затем её последовательно приписывали Ридольфо дель Гирландайо (Дж. Морелли, 1874), Франческо Граначчи (Б. Беренсон), Андреа дель Сарто (Адольфо Вентури, с сомнениями, 1893).
Реставрация картины, проведённая в 1934—1936 годах подтвердила атрибуцию историка искусств Роберто Лонги, 1928 как произведение Рафаэля, а удаление обширных записей выявило единорога, традиционно символизирующего целомудрие, вместо позднее написанного зубчатого колеса и пальмы (атрибутов мученичества) Святой Екатерины.
В 1916 году Джулио Канталамесса первым заметил различное качество выполнения некоторых частей картины, выяснилось большое количество позднейших записей (ввиду плохого состояния картины) и исправлений. Даже руки и плащ вначале были написаны иначе. Л. Ортолани соотнёс картину с рисунком Рафаэля, хранящимся в Лувре, предложив идентифицировать изображённую женщину как Маддалену Строцци, жену Аньоло Дони, портрет которой находится в Уффици. Однако эта идентификация ныне отвергается. Любопытно, впрочем, что украшение на шее Маддалены Дони имеет изображение единорога.
Существует предположение, что моделью могла быть Джулия Фарнезе, любовница папы Александра VI Борджиа, поскольку единорог являлся родовой эмблемой её фамилии.
Другая гипотеза указывает на изображение Катерины Гонзага Монтевеккьо, чью исключительную привлекательность восхваляли современники. Её правильное лицо, светлые волосы, голубые глаза и белая кожа сделали её одной из самых знаменитых красавиц эпохи Возрождения, победив типично средиземноморские черты лица Джулии Фарнезе на конкурсе, проходившем в Пезаро. Единорог, а раньше маленькая собачка, которую она держала на руках, олицетворял чистоту и супружескую верность её мужу Оттавиано Габриэлли Губбио, графу Монтевеккьо. После его смерти в 1510 году и поступления в монастырь портрет был подретуширован, чтобы придать изображённой фигуре черты святой Екатерины Александрийской с явным намеком на её собственное имя.

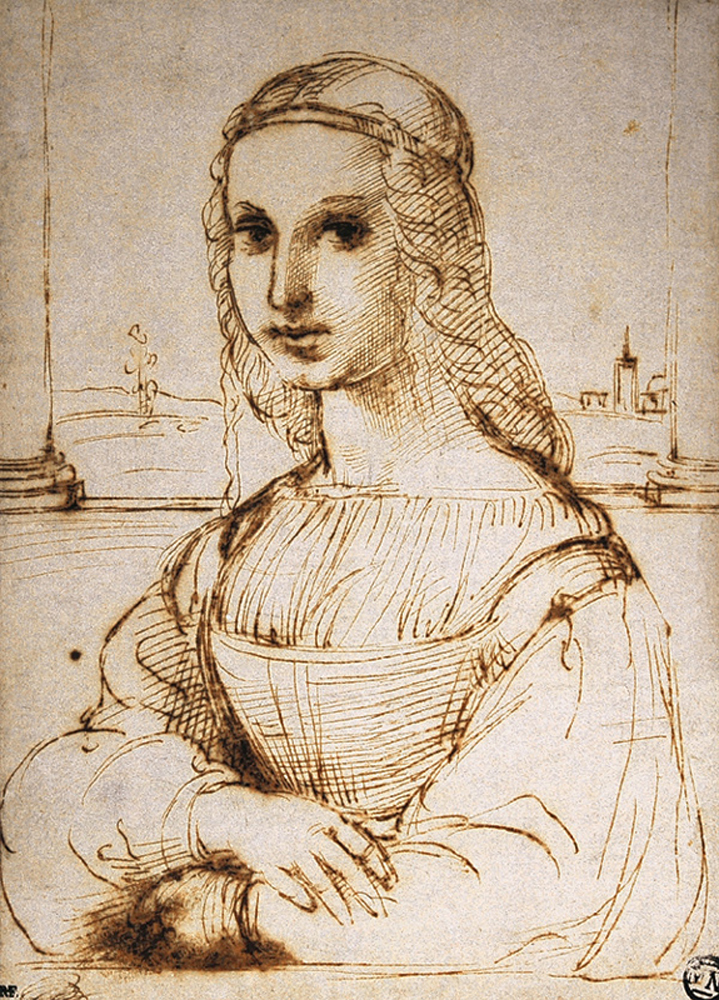
Рафаэль. Портрет молодой женщины. Ок. 1505. Бумага, перо, чернила. Лувр, Париж
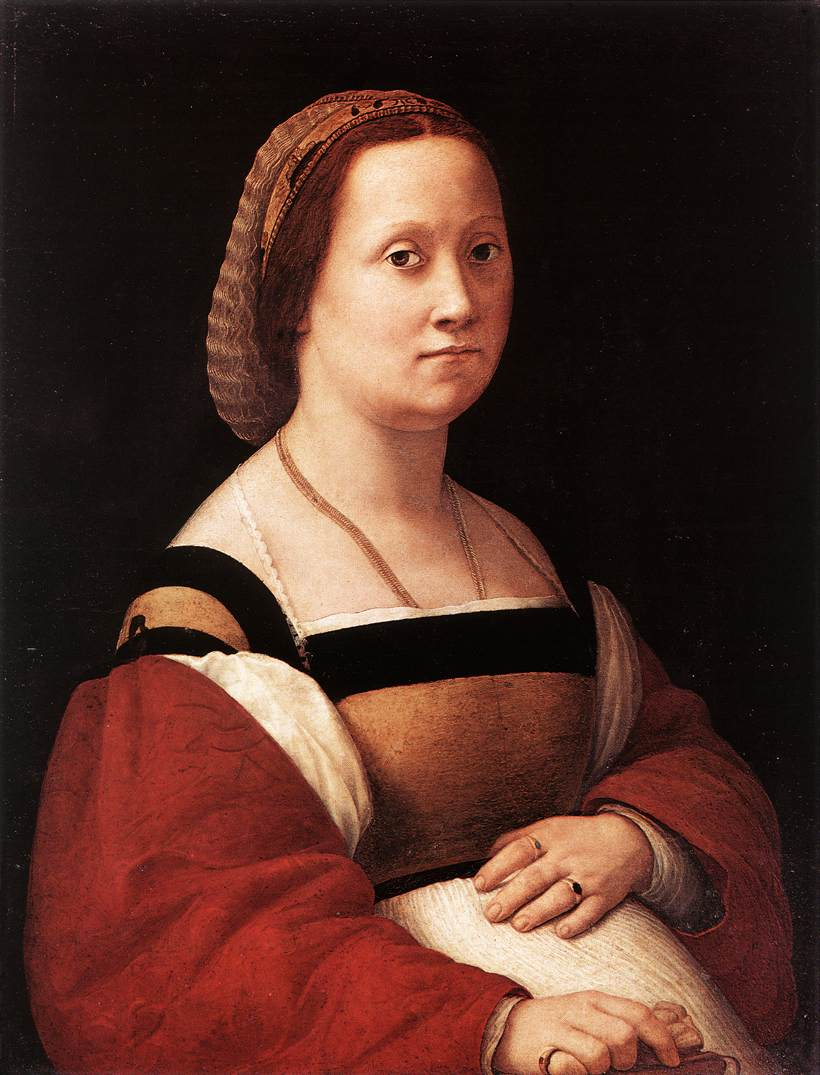
Рафаэль. Донна Гравида. 1505-1506. Дерево, масло. Палаццо Питти, Флоренция
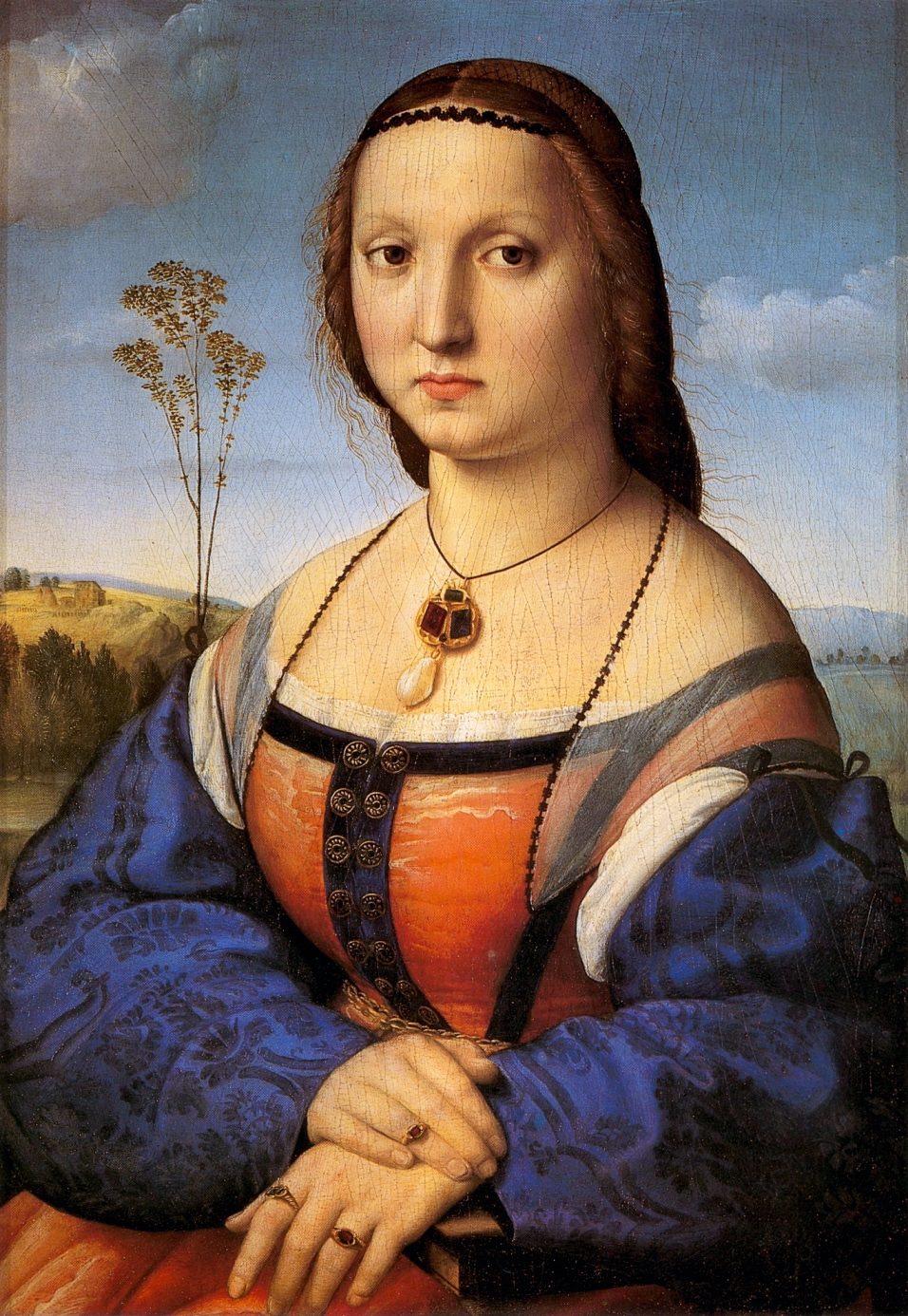
Рафаэль. Маддалена Дони (Строцци). Уффици, Флоренция
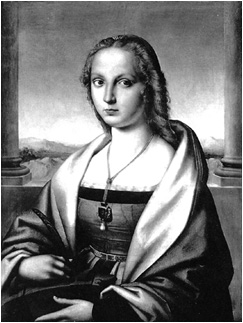
Дама с единорогом. Картина до реставрации 1935 года
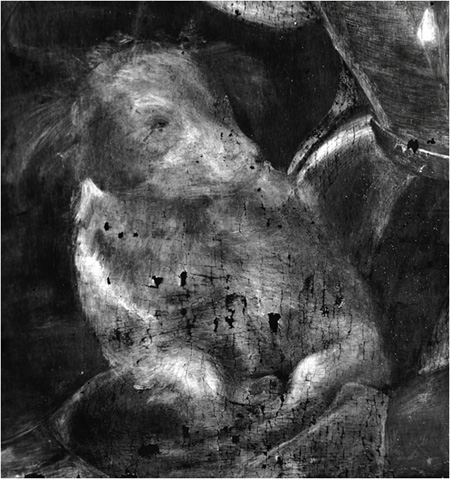
Собачка. Рентгеновский снимок картины. Деталь
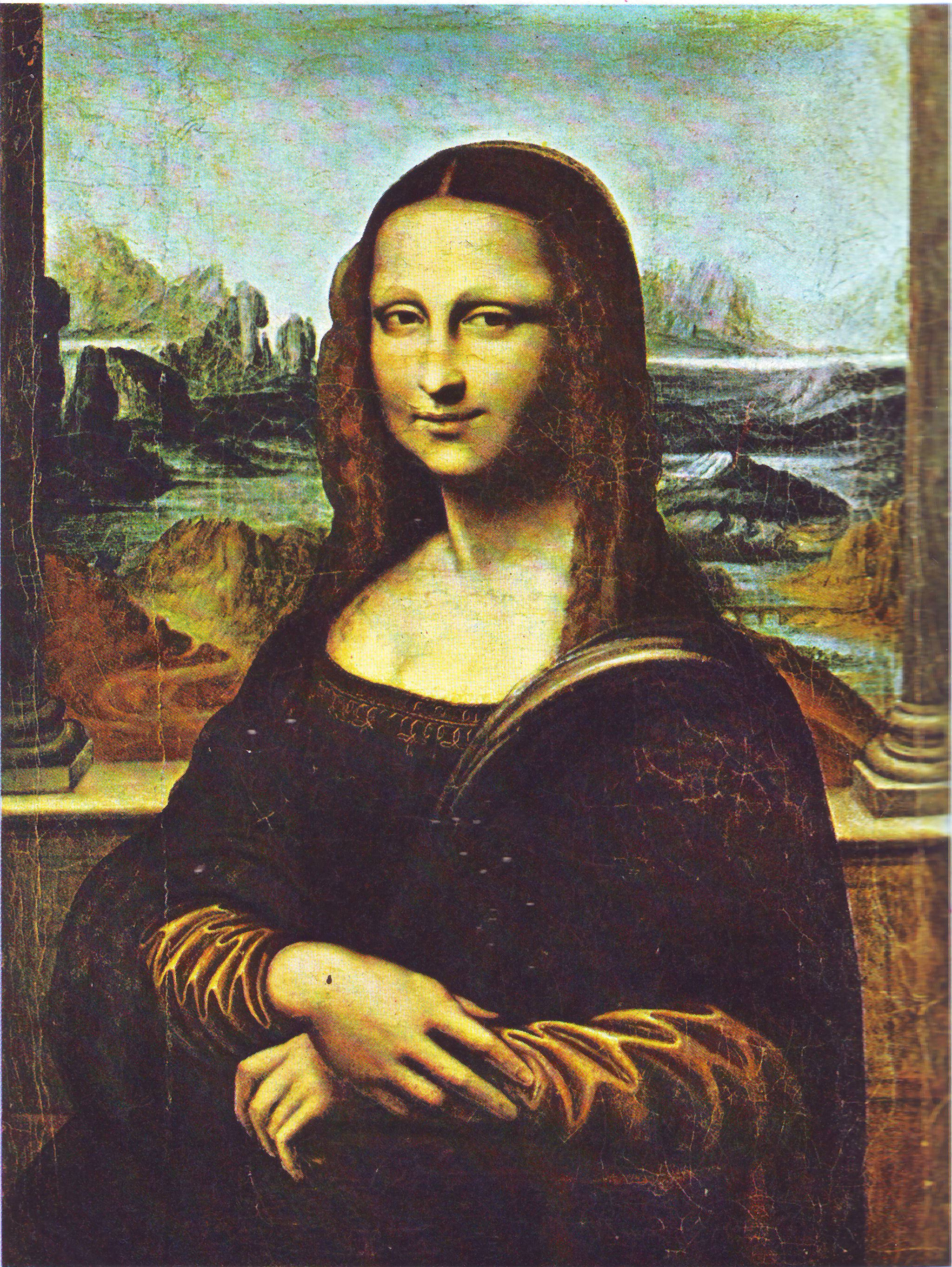
Неизвестный автор. Mона Лиза. Копия раннего варианта картины Леонардо да Винчи. Художественный музей Уолтерса, Балтимор, США

## Иконография и композиция картины
Композиция картины — размещение фигуры перед проёмом (возможно, в лоджии) в котором виден пейзаж — по-видимому, была вдохновлена образом «Моны Лизы», написанным Леонардо да Винчи между 1503 и 1519 годами. Кристоф Тенес замечал: «Как бы беззастенчиво Рафаэль ни перенимал позу, композиционную структуру и пространственную организацию портрета Леонардо… холодная бдительность во взгляде молодой женщины сильно отличается» от «загадочной двусмысленности» Моны Лизы (обрамляющие фигуру колонны, имеющиеся, в частности, на рисунке Рафаэля, в картине Леонардо позднее были обрезаны).
Женщина на картине Рафаэля одета как благородная дама, в платье с низким вырезом и с широкими рукавами (практически идентичном с платьем на картине Рафаэля «Донна Гравида»). На шее у неё золотая цепь с подвеской из рубина и изумруда с грушевидной жемчужиной. На голове — небольшая диадема, почти скрытая волосами. Однако на её пальцах нет колец, в частности обручального, — что необычно, так как женские портреты в те времена создавались, как правило, по случаю свадьбы.

## Последовательность записей
1. Собственно Рафаэль написал фигуру до талии, небо и пейзаж. Женщина на этой стадии была намного более зрелой, чем она выглядит в сохранившемся варианте.
2. Затем другой художник написал колонны, парапет, рукава, собаку и руки. Возможно, это сделал Джованни Сольяни, ученик Лоренцо Креди[3]. Следом был положен ещё один слой краски — на колонны и парапет, увеличен объём волос дамы, дописаны рукава и собака.
3. Несколько десятилетий спустя, собачка была превращена в единорога. Тогда же были переписаны обе руки фигуры.
4. И, наконец, уже намного позже неизвестная дама была превращена в святую Екатерину путём добавления плаща и атрибутов. Это могло произойти в конце XVII века.

## Место картины в творчестве Рафаэля Санти
Наряду с «Донной Гравида» и «Маддаленой Дони» «Дама с единорогом» входит в число трёх первых женских портретов кисти Рафаэля. Конрад Йоханнес Оберхубер, куратор Национальной галереи искусств в Вашингтоне, считает, что это был первый написанный Рафаэлем «настоящий живой человек». Большинство исследователей предполагают, что картина «Дама с единорогом» является результатом переосмысления Рафаэлем находок жанра портретной живописи, предложенных Леонардо да Винчи в «Моне Лизе дель Джокондо».

## Выставки
- С 26 марта по 10 мая 2011 года картина «Дама с единорогом» экспонировалась в Москве в ГМИИ им. А. С. Пушкина в рамках проекта «Выставка одной картины» года «Россия — Италия»[8].